# Глен Форд
Глен Форд (енгл. Glenn Ford) био је амерички глумац рођен 1. маја 1916. године у Квебек ситију (Канада), а преминуо 30. августа 2006. године у Беверли Хилсу (Калифорнија). Каријеру је почео 1939. године. Глумио је у више од стотину филмова. За време Другог светског рата био је у маринцима, али то је само привремено зауставило његову каријеру. У круг врхунских филмских звезда пробио се убрзо после Другог светског рата играјући улоге љубавника у филму Гилда уз Риту Хејворт и Украдени живот уз Бети Дејвис (1946). У филму Велика хајка из 1953. године, глумио је детектива, а познат је и по вестернима Воз у 3.10 за Јуму и Каубој. Од осталих важнијих улога памте се и Џунгла на школској табли (1955), Почело је с пољупцем (1959), Четири јахача апокалипсе (1961), Вирус (1980).
Вансеријска улога у богатој филмској каријери била му је и она из 1978. године, када је играо Џонатана Кента, усвојитеља Супермена, кога је тада играо Кристофер Рив.
Био је активан и у друштвеном животу, оженивши се по четврти пут у 76. години.
Последњих година свог живота се повукао из јавности због погоршаног здравља.